# Basil L. Plumley
Basil L. Plumley (Shady Spring, 1º gennaio 1920 – Columbus, 10 ottobre 2012) è stato un militare statunitense.
Si distinse durante la Battaglia di Ia Drang (1965) in cui era inquadrato col grado di Sergente Maggiore nel 7º Reggimento Cavalleria dell'Aria statunitense.
Plumley è un veterano della seconda guerra mondiale avendo preso parte ad alcune delle campagne più importanti del teatro di guerra europeo come la conquista della Sicilia, lo sbarco a Salerno, lo sbarco in Normandia e l'operazione Market Garden; in seguito partecipò alla guerra di Corea e, appunto, a quella del Vietnam. Ha effettuato quattro lanci in zone di combattimento con l'82ª Divisione Aviotrasportata più un quinto in Corea con il 187º Reggimento Aviotrasportato.
Si è congedato dal servizio col grado di Sergente Maggiore Comandante. Nel film We Were Soldiers Plumley è interpretato da Sam Elliott.